# Litwa na Letnich Igrzyskach Paraolimpijskich 1992
Litwa na Letnich Igrzyskach Paraolimpijskich 1992 w Barcelonie reprezentowało 4 zawodników, 1 mężczyzna i 3 kobiety. Reprezentacja Litwy zdobyła 7 medali, 4 srebrne i 3 brązowe. Zajęli 42 miejsce w klasyfikacji medalowej.

## Zdobyte medale

### Srebrny

#### Mężczyźni
- Vytautas Girnius - lekkoatletyka, pięciobój antyczny - B1

#### Kobiety
- Sigita Kriaučiūnienė - lekkoatletyka, 800 m - B1
- Sigita Kriaučiūnienė - lekkoatletyka, 1500 m - B1
- Sigita Kriaučiūnienė - lekkoatletyka, 3000 m - B1

### Brązowy

#### Kobiety
- Sigita Kriaučiūnienė - lekkoatletyka, 400m - B1
- Danutė Smidek - lekkoatletyka, 800 m - B2
- Malda Baumgartė - lekkoatletyka, pięciobój antyczny - PW3-4